# Bad Moon Rising (chanson)
Pour les articles homonymes, voir Bad Moon Rising.
Singles de Creedence Clearwater Revival
Proud Mary
(1969) Green River
(1969)
Pistes de Green River
Wrote a Song for Everyone Lodi
Bad Moon Rising est une chanson du groupe de rock américain Creedence Clearwater Revival, écrite et composée par John Fogerty. Sortie en single en avril 1969, elle figure sur l'album Green River qui est publié en août 1969.
Elle se classe no 2 au Billboard Hot 100 et no 1 au Royaume-Uni et en Irlande.
Le titre a fait l'objet de nombreuses reprises (Jerry Lee Lewis, Emmylou Harris, The Meteors, 16 Horsepower...), a été adapté en plusieurs langues et été utilisé dans des films (notamment Le Loup-garou de Londres de John Landis) et dans des séries télévisées,.
Bad Moon Rising figure au 364e rang de la liste Les 500 plus grandes chansons de tous les temps selon Rolling Stone. 

## Classements hebdomadaires
| Classement (1969)                       | Meilleure place |
| --------------------------------------- | --------------- |
| Allemagne (Media Control AG)            | 8               |
| Australie (ARIA)                        | 3               |
| Autriche (Ö3 Austria Top 40)            | 8               |
| Belgique (Flandre Ultratop 50 Singles)  | 4               |
| Belgique (Wallonie Ultratop 50 Singles) | 22              |
| Canada (RPM 100 Singles)                | 5               |
| États-Unis (Billboard Hot 100)          | 2               |
| France (IFOP)                           | 20              |
| Irlande (IRMA)                          | 1               |
| Norvège (VG-lista)                      | 3               |
| Pays-Bas (Single Top 100)               | 10              |
| Royaume-Uni (UK Singles Chart)          | 1               |
| Suisse (Schweizer Hitparade)            | 9               |

## Certifications
| Pays                    | Certifications | Date       | Unités certifiées |
| ----------------------- | -------------- | ---------- | ----------------- |
| Allemagne (BVMI)        | Or             | 2025       | 300 000           |
| Danemark (IFPI)         | Platine        | 28/11/2023 | 90 000            |
| Espagne (Promusicae)    | Or             | 01/2024    | 30 000            |
| États-Unis (RIAA)       | 2 × Platine    | 28/06/2016 | 2 000 000         |
| Italie (FIMI)           | Or             | 2024       | 50 000            |
| Nouvelle-Zélande (RMNZ) | 4 × Platine    | 18/04/2024 | 120 000           |
| Royaume-Uni (BPI)       | Platine        | 22/04/2022 | 600 000           |

## Dans la culture populaire
On peut entendre la chanson dans le film My Girl (1991).